# Dayangfloden
Dayangfloden eller Dayang He (kinesiska: 大洋河) är en flod i Kina.   Det ligger i provinsen Liaoning, i den östra delen av landet, 600 km öster om huvudstaden Peking och rinner ut i Koreabukten.